# La Civita
La Civita este o arie protejată (arie specială de conservare — SAC, sit de importanță comunitară — SCI) din Italia întinsă pe o suprafață de 68 ha, integral pe uscat.

## Localizare
Centrul sitului La Civita este situat la coordonatele 41°39′32″N 14°27′26″E / 41.658889°N 14.457222°E.

## Înființare
Situl La Civita a fost declarat sit de importanță comunitară în septembrie 1995 pentru a proteja 1 specie de plante și 1 specie de animale. Situl a fost protejat și ca arie specială de conservare în martie 2017.

## Biodiversitate
Situată în ecoregiunea mediteraneană, aria protejată conține 4 habitate naturale: Pante stâncoase calcaroase cu vegetație casmofită, Pajiști carstice calcaroase sau bazofile, de Alysso-Sedion albi, Pajiști uscate seminaturale și facies de acoperire cu tufișuri pe substraturi calcaroase (Festuco-Brometalia) (* situri importante pentru orhidee), Păduri panonice-balcanice de stejar turcesc - stejar sesil.
La baza desemnării sitului se află mai multe specii protejate:
- plante (1): Stipa austroitalica
- păsări (1): șoim călător (Falco peregrinus)

Pe lângă speciile protejate, pe teritoriul sitului au mai fost identificate 4 specii de plante.